# バンジャマン・ブリジョー
バンジャマン・ブリジョー（Benjamin Bourigeaud、1994年1月14日 - ）はフランスのサッカー選手。ポジションはMF。

## 経歴
2012年にRCランスのリザーブでデビューし、その後は定期的にトップチームに召集されるようになる。トップチームデビューから間もなくのトゥールーズFC戦ではプロ初ゴールを挙げる。
2015年3月、リザーブでの試合において5回目の中足骨折を経験する。
2017年6月14日、スタッド・レンヌと4年契約を結んで移籍した。

## ポジション
RCランスでは主にボランチとして出場していたが、レンヌ移籍後はサイドアタッカーとしても使われている。。